# Paratrichius vicinus
Paratrichius vicinus är en skalbaggsart som beskrevs av Thierry Bourgoin 1915. Paratrichius vicinus ingår i släktet Paratrichius och familjen Cetoniidae. Inga underarter finns listade i Catalogue of Life.